# Роџер Пенроуз
Роџер Пенроуз (енгл. Roger Penrose; Колчестер, 8. август 1931) енглески је математички физичар, математичар, филозоф науке и добитник Нобелове награде за физику. Емеритус професор математике је на Универзитету у Оксфорду, емеритус члан Ведм колеџа у Оксфорду, те почасни сарадник Колеџа Сент Џон у Кембриџу и Лондонског универзитетског колеџа.
Пенроуз је дао свој допринос математичкој физици опште релативности и космологије. Добио је неколико награда, укључујући Волфову награду за физику 1988. године, коју је подијелио са Стивеном Хокингом, и Нобелову награде за физику 2020. године „за откриће да је стварање црних рупа снажно повезано са општом теоријом релативности“.

## Младост
Роџер Пенроуз рођен је у Колчестеру у Енглеској као син психијатра и генетичара Лајонела Пенроуза и Маргарет Пенроуз. Други свјетски рат провео је у Канади, док је његов отац радио у Лондону у Онтарију. Пенроуз је похађао Лондонски универзитетски колеџ гдје је дипломирао математику.

## Дјела

### Популарне публикације
- The Emperor's New Mind: Concerning Computers, Minds, and The Laws of Physics (1989)[7]
- Shadows of the Mind: A Search for the Missing Science of Consciousness (1994)[8]
- The Road to Reality: A Complete Guide to the Laws of the Universe (2004)[9]
- Cycles of Time: An Extraordinary New View of the Universe (2010)[10]
- Fashion, Faith, and Fantasy in the New Physics of the Universe (2016)[11]

#### Коауторска дјела
- The Nature of Space and Time (са Стивеном Хокингом) (1996)[12]
- The Large, the Small and the Human Mind (са Абнером Шимонијем, Ненси Картврајт, и Стивеном Хокингом) (1997)[13]
- White Mars: The Mind Set Free (са Брајаном Алдисом) (1999)[14]

### Академске књиге
- Techniques of Differential Topology in Relativity. ISBN 0-89871-005-7. (1972)
- Spinors and Space-Time: Volume 1, Two-Spinor Calculus and Relativistic Fields. ISBN 0-521-33707-0. (са Волфгангом Риндлером, 1987)
- Spinors and Space-Time: Volume 2, Spinor and Twistor Methods in Space-Time Geometry. ISBN 0-521-34786-6. (са Волфгангом Риндлером, 1988),